# 耶律収国奴
耶律 収国奴（やりつ しゅうこくぬ、1215年 - 1259年）は、モンゴル帝国に仕えた契丹人の一人。

## 生涯
耶律収国奴は金末に自立して東遼を建国した耶律留哥の嫡子の耶律薛闍（セチェ）の息子であった。耶律薛闍は早くから質子（トルカク）としてモンゴル軍に属して東遼から離れていたため、収国奴は祖父母の下で育てられた。
収国奴は1226年（丙戌）に西征から帰還したチンギス・カンの下を母親とともに訪れ、耶律薛闍が本国（東遼）に戻る代わりに叔父の耶律善哥・従叔父の耶律塔塔児とともにモンゴル軍に仕えることになった。その後、耶律薛闍が亡くなるとその地位を継承して広寧府路総管軍民万戸府の地位を授けられ、石剌（shira、シラ）と改名した。
その後は主に高麗への侵攻に活躍し、1251年（辛亥）には三代にわたってモンゴルのため尽くした功績を称えられて作り直された虎符を与えられた。この頃、収国奴はイェグ率いる高麗侵攻軍に属していたが、1259年（己未）に45歳にして亡くなった。